# Vodenice
Vodenice (cyr. Воденице) – wieś w Bośni i Hercegowinie, w Republice Serbskiej, w gminie Višegrad. W 2013 roku liczyła 100 mieszkańców.